# Bréauté
 Bréauté  ist eine französische Gemeinde mit 1363 Einwohnern (Stand 1. Januar 2022) im Département Seine-Maritime in der Region Normandie. Sie gehört zum Arrondissement  Le Havre und zum Kanton Saint-Romain-de-Colbosc.

## Verkehr
Die Gemeinde ist durch den Bahnhof Bréauté-Beuzeville an die Eisenbahnlinie von Paris Gare Saint-Lazare nach Le Havre angeschlossen. 

## Bevölkerungsentwicklung
| Jahr      | 1962 | 1968 | 1975 | 1982 | 1990 | 1999 | 2008 | 2015 |
| Einwohner | 928  | 978  | 990  | 1104 | 1052 | 1102 | 1273 | 1325 |